# Eurocephalus anguitimens
Eurocephalus anguitimens é uma espécie de ave da família Laniidae.
Pode ser encontrada nos seguintes países: Angola, Botswana, Moçambique, Namíbia, África do Sul e Zimbabwe.
Os seus habitats naturais são: florestas secas tropicais ou subtropicais e savanas áridas.